# Château de Sønderborg
Le château de Sønderborg (en allemand : Schloss Sonderburg ; en danois : Sønderborg Slot) est situé dans la ville de Sønderborg, au Danemark, sur l'île d'Als, dans le Jutland du Sud. Il abrite un musée consacré à l'histoire et à la culture de la région. Le château est situé au cœur de la ville, dans un parc surplombant le fjord d'Als. Le musée est ouvert toute l'année.[1]

## Histoire
Le château de Sønderborg était probablement à l'origine une tour fortifiée construite par Valdemar le Grand en 1158, sur un îlot du détroit d'Als (Als Sund) qui fut plus tard relié à l'île d'Als. Comme il se trouve au sud de l'île d'Als, il a été nommé Sønderborg, littéralement « forteresse du sud » (comparer avec l'anglais « Sudbury »). Le château a été construit pour assurer une protection contre les attaques des Wendes et faisait partie d'un système de fortifications plus vaste. Au fil des siècles, le château a été progressivement agrandi et reconstruit.
Dans les années qui ont suivi la construction de la tour fortifiée de Valdemar, une importante lutte s'est développée entre le roi danois et le duc de Schleswig pour la propriété de l'île d'Als et de la ville de Sønderborg. La propriété du château a changé de mains à plusieurs reprises. L'un des sommets de l'histoire du château fut le mariage de Valdemar IV de Danemark (Valdemar Atterdag) (vers 1320-1375) avec Hedwige de Schleswig, la sœur de Valdemar V, duc de Schleswig.[2]
Vers 1350, le château fut considérablement agrandi par l'ajout de la Tour bleue (Blåtårn) et d'énormes murs extérieurs. En 1490, la forteresse devint la propriété de la couronne danoise. Le roi Hans et son fils Christian II agrandirent le château de Sønderborg et en firent l'une des forteresses les plus solides du pays.
En 1532, Christian II fut attiré dans une embuscade et emmené au château de Sønderborg, où il fut détenu comme prisonnier d'État pendant dix-sept ans (1532-1549). La légende raconte que le roi détrôné fut confiné dans la Tour Bleue, mais en réalité il vécut dans des conditions relativement somptueuses et fut probablement autorisé à se déplacer librement à l'intérieur des murs extérieurs, même si parfois sous étroite surveillance. L'ancien roi participait même parfois aux chasses de la noblesse à Als.[3] [4]
Au milieu du XVIe siècle, Christian III fit modifier la forteresse et la transformer en un château à quatre ailes par l'architecte Hercules von Oberberg (1517-1602) entre 1549 et 1557. L'aile ouest du roi Hans fut préservée et trois autres ailes furent ajoutées dans le nouveau style Renaissance. Après la mort de Christian III en 1559, Hercules von Oberberg construisit l'unique chapelle du château en 1568-1570 pour la reine mère Dorothée.[5] Après la mort de Dorothée en 1571, le château passa à la propriété de Hans II, duc de Schleswig-Holstein-Sonderburg (également connu sous le nom de Hans le Jeune). Sous son règne, le château devint le centre d'un petit duché, le Schleswig-Holstein-Sonderburg. Celui-ci fut cependant divisé après sa mort en 1622.
Le château resta aux mains des ducs du Jutland du Sud jusqu'en 1667, date à laquelle le duché ruiné de Sønderborg fut rattaché au trône danois et le château devint un domaine danois. Le représentant du duché, le préfet (Amtmanden), s'installa au château. Il resta par ailleurs plus ou moins inutilisé dans les années 1667-1718.[2]
En 1718-1726, Frédéric IV fit reconstruire le château dans le style baroque par l'entrepreneur général Wilhelm von Platen. La Tour bleue fut démolie en 1755 et en 1764, le château passa aux mains du duc d'Augustenborg ; mais, contrairement aux attentes, le château ne devint pas la résidence du duc. Au lieu de cela, il fut loué comme entrepôt.
Pendant la première et la deuxième guerre de Slesvig (1848-1850, 1864), le château de Sønderborg fut utilisé comme hôpital de camp et pour le cantonnement des troupes danoises. Après la guerre de 1864, la province et le château devinrent propriété prussienne et servirent de caserne de 1867 jusqu'à la réunification de la région avec le Danemark en 1920. Le dernier duc d'Augustenborg, Ernst Günther, autorisa le musée du comté de Sønderborg à emménager dans une partie du château en 1920. L'année suivante, l'État danois acheta le château au duc, en prenant possession du château en 1921 et permettant à plusieurs institutions de l'utiliser à condition qu'elles prêtent attention au développement du musée.[2]
En 1945 et 1946, le château fut utilisé comme camp d'internement pour les personnes accusées d'infractions à l'État.
Les inspecteurs royaux des bâtiments d'État classés, Peter Koch et Jørgen Stærmose, ont mené une restauration complète du château de 1964 à 1973, lui rendant la forme baroque qui lui avait été donnée par Frédéric IV dans les années 1720. Les fenêtres de l'époque des casernes ont même été remplacées par des « masques », des fenêtres à larges cadres en bois faits de planches comme celles du château de Platen. [6]

## Le musée et son parc
Depuis 1921, le château de Sønderborg abrite le musée du château de Sønderborg (Museet på Sønderborg Slot), qui est le principal musée de l'ancien duché de Slesvig. Le musée abrite des collections d'histoire locale et régionale du Moyen Âge à nos jours, mais avec un accent particulier sur les guerres du Schleswig de 1848-50 et de 1864, la Seconde Guerre mondiale et la réunification de 1920. Le musée accueille également des expositions sur la navigation, les textiles et l'artisanat, et possède une petite collection d'art avec des œuvres d'éminents peintres du Jutland du Sud realisées au fil des ans.[7] Le musée fait partie du musée Sønderjylland, un groupement de musées du Jutland du Sud.[8]
Les remparts d'origine tout autour du château sont devenus une partie visible des jardins par le public dans les années 1970.

## La chapelle du château de Sønderborg
L'unique chapelle du château de Sønderborg, également connue sous le nom de chapelle de la reine Dorothée (Dronning Dorotheas Kapel), a été construite entre 1568 et 1570 par Hercules von Oberberg pour la reine mère Dorothée et reflète l'évolution des temps au Danemark après la Réforme. Elle est presque intacte et est considérée comme l'une des chapelles royales luthériennes les plus anciennes et les mieux préservées d'Europe.[9]
De nombreux objets de la chapelle ont été créés dans l'atelier anversois du peintre Frans Floris (1517-1570).[10]
L'un des fils du couple royal, Jean II, duc de Schleswig-Holstein-Sonderburg (1545-1622), a fait construire une salle funéraire dans la chapelle avec un imposant portail en marbre et en albâtre. [11]
L'orgue de la chapelle est attribué au facteur d'orgues Hermann Raphaëlist (vers 1515-1583) et on estime qu'il a été construit vers 1570. La peinture du buffet de l'orgue date principalement de 1626. Hermann Raphaëlis était d'origine hollandaise et était le fils du facteur d'orgues Gabriel Raphael Rottensteen. Raphaëlis fut appelé au Danemark vers 1550, pour construire un orgue pour la cathédrale de Roskilde. Outre l'instrument de la cathédrale de Roskilde, construit en 1555, il construisit également un orgue pour la chapelle du château de Copenhague en 1557. Raphaëlis s'installa plus tard en Saxe, où il construisit notamment des orgues dans les chapelles des châteaux appartenant à l'électeur Auguste de Saxe, le gendre de la reine Dorothée.[12]
Sous la galerie ouest de la chapelle se trouve une tribune de chœur au-dessus de laquelle se trouvait à l'origine une chaise royale ; Cette pièce disparut lorsque l'orgue fut construit à son emplacement actuel en 1626. Les chaises furent fabriquées par le sculpteur sur bois local, Niels Tagsen, qui façonna également la chaire et les 3 personnages qui furent placés sur l'orgue en 1626. Le buffet et les portes de l'orgue furent en partie repeints par Wulf Petersen de Sønderborg à la même occasion.
L'orgue fut reconstruit en 1996 par le facteur d'orgues et historien danois, Mads Kim Kjersgaard, conformément aux traditions du XVIe siècle en matière de sonorité et de savoir-faire. Le musée présente une exposition permanente de pièces préservées de l'orgue Renaissance, notamment un nid de rats provenant d'un des soufflets de l'orgue.

## La Grande Salle
La Grande Salle (Riddersal), d'une longueur de 34 mètres, était autrefois la salle de réception des invités ducal et le lieu de fêtes et de bals. La salle est encore utilisée aujourd'hui pour des événements particuliers, comme par exemple à l'occasion du mariage de la nièce de la reine Margrethe II, la princesse Alexandra de Sayn-Wittgenstein-Berleburg, avec le comte Jefferson-Friedrich von Pfeil und Klein-Ellguth en 1998.

## Gestion du monument
Le château de Sønderborg appartient à l'État danois, est géré par l'Agence des palais et des propriétés (Slots- og Ejendomsstyrelsen) et utilisé par le musée du château de Sønderborg, qui appartient conjointement à la municipalité de Sønderborg et au comté du Jutland du Sud.[13]

## Sources
- (en) Cet article est partiellement ou en totalité issu de l’article de Wikipédia en anglais intitulé « Sønderborg Castle » (voir la liste des auteurs).
- Otto Norn, Jørgen Paulsen & Jørgen Slettebo, Sønderborg Slot. Historie og bygning, G.E.C. Gad forlag, 1963.